# حسین کاظم‌پور اردبیلی
حسین کاظم‌پور اردبیلی (زاده ۲۲ مهر ۱۳۳۱ تهران – درگذشته ۲۷ اردیبهشت ۱۳۹۹) سیاستمدار، دیپلمات و مدیر اجرایی ایرانی بود، که به عنوان نماینده ایران در هیئت عامل اوپک فعالیت می‌کرد. وی از نجات‌یافتگان بمب‌گذاری دفتر حزب جمهوری اسلامی در تاریخ ۷ تیر ۱۳۶۰ بود.
کاظم‌پور اردبیلی در فاصله سال‌های ۱۳۵۹ تا ۱۳۶۰ در کابینه محمدعلی رجایی، وزیر بازرگانی بود، از ۱۳۶۰ تا ۱۳۶۴ در جایگاه معاون امور اقتصادی و بین‌المللی وزیر امور خارجه فعالیت می‌کرد و از سال ۱۳۶۴ تا ۱۳۶۹ نیز معاون امور بین‌المللی و بازرگانی وزیر نفت و عضویت هیئت مدیره شرکت ملی نفت ایران را برعهده داشت. وی در فاصله سال‌های ۱۳۶۸ تا ۱۳۷۳ سفیر ایران در ژاپن بود و از سال ۱۳۷۴ تا ۱۳۸۷ نیز نمایندگی ایران در سازمان اوپک را برعهده داشت. کاظم‌پور اردبیلی از سال ۱۳۹۲ تا زمان مرگش نیز در جایگاه نماینده ایران در اوپک فعالیت می‌کرد.

## زندگی‌نامه
حسین کاظم‌پور اردبیلی، در سال ۱۳۳۱ در تهران زاده شد. وی دوران ابتدایی و متوسطه تا دریافت دیپلم را در تهران گذراند و در سال ۱۳۴۹ برای تحصیلات دانشگاهی وارد مدرسه عالی بازرگانی شد و در سال ۱۳۵۳ مدرک کارشناسی بازرگانی را از مدرسه عالی بازرگانی (دانشگاه علامه طباطبایی فعلی) دریافت نمود. وی پس از چندی، برای ادامه تحصیل به ایالات متحده آمریکا رفت و در سال ۱۳۵۷ تحصیلات خود را در رشته مدیریت بازرگانی (ام‌بی‌ای) در مقطع کارشناسی ارشد، به پایان رساند. او در مدت اقامت در ایالات متحده آمریکا، با انجمن‌های اسلامی دانشجویان خارج از کشور، همکاری داشت و اندکی پس از پیروزی انقلاب ۱۳۵۷، به ایران بازگشت و فعالیت خود را ابتدا در بخش خصوصی، در زمینه واردات و تجارت خارجی آغاز کرد.
او علاوه بر فعالیت تمام وقت در بخش دولتی، از سهامداران مهم گروه صنایع غذایی دلپذیر نیز بود.
حسین کاظم پور اردبیلی، نماینده ایران در اوپک صبح ۲۷ اردیبهشت ۱۳۹۹ در یکی از بیمارستان‌های تهران پس از تحمل دوره‌ای از بیماری، درگذشت.

## فعالیت سیاسی
کاظم‌پور اردبیلی فعالیت سیاسی خود را از مهرماه ۱۳۵۸ در وزارت بازرگانی، در جایگاه مدیرعامل و رئیس هیئت مدیره شرکت گسترش خدمات بازرگانی ایران آغاز نمود. وی در دولت محمدعلی رجایی در فاصله سال‌های ۱۳۵۹ تا ۱۳۶۰ وزیر بازرگانی بود.
کاظم‌پور از نجات‌یافتگان بمب‌گذاری در دفتر حزب جمهوری اسلامی، در تاریخ ۷ تیر ۱۳۶۰ است. پس از این واقعه، وی به وزارت امور خارجه نقل مکان کرد و در دوره نخست‌وزیری میرحسین موسوی، به عنوان معاون اقتصادی وزارت امور خارجه، فعالیت کرد. در سال ۱۳۶۴ معاونت امور بین‌الملل وزارت نفت را برعهده گرفت و از اعضای هیئت مدیره شرکت ملی نفت ایران بود.
او در فاصله سال‌های ۱۳۶۸ تا ۱۳۷۳ عهده‌دار سفارت ایران در ژاپن بود. وی در سال ۱۳۷۳ بار دیگر به وزارت نفت بازگشت و برای یک دوره ۱۵ ساله، تا ۱۳۸۷ نمایندهٔ ایران در سازمان اوپک بود، ولی در انتهای فعالیت دولت نهم، از این سمت برکنار و بازنشسته شد. کاظم‌پور اردبیلی از سال ۱۳۹۲ تا زمان درگذشت، در دولت‌های یازدهم و دوازدهم، همچنان نمایندگی ایران در اوپک را برعهده داشت.

## وزارت بازرگانی

### کابینه ابوالحسن بنی‌صدر
پس از پیروزی ابوالحسن بنی صدر در انتخابات ریاست جمهوری دوره نخست، اختلافاتی میان بنی‌صدر و محمدعلی رجایی برای انتخاب برخی وزرا به وجود آمد، که از جمله این وزارتخانه‌ها، وزارت بازرگانی بود. در پی آن، نهایتاً هر دو طرف بر سر یکی از ۲۷ چهره جوانی که در زمان رضا صدر (وزیر بازرگانی دولت موقت) به این وزارتخانه آمده بود، توافق کردند و رأی اعتماد به حسین کاظم‌پور، در جلسه ۲۰ اسفند ۱۳۵۹ در مجلس وقت، مورد بررسی قرار گرفت. سرانجام در آن جلسه، از مجموع ۱۷۳ رأی اخذ شده، ۱۱۴ رأی در موافقت با کاظم‌پور اردبیلی بود و بدین ترتیب او رسماً سکان هدایت وزارت بازرگانی را در دست گرفت.

### کابینه محمدعلی رجایی
کاظم پور از زمان دولت بنی‌صدر، تا حضور محمدعلی رجایی به عنوان رئیس‌جمهور و محمدجواد باهنر به عنوان نخست‌وزیر، وزارت بازرگانی را برعهده داشت.

## انفجار دفتر حزب جمهوری اسلامی
عضویت کاظم‌پور در حزب جمهوری اسلامی، با حضور در جلسه هفتم تیر حزب، در جایگاه وزیر بازرگانی، همراه بود. در جلسه هفتم تیر، دستور جلسه، مسائل مربوط به بازرگانی و سخنران اصلی نیز کاظم‌پور اردبیلی بود، که با حضور سید محمد بهشتی در جلسه، دستور کار عوض شد و کاظم‌پور از پشت تریبون کنار رفت و بر روی صندلی خود نشست. همین باعث شد او و تعدادی از اعضای حزب جمهوری اسلامی، از انفجار جان سالم به در ببرند.

## معاونت اقتصادی وزارت امور خارجه
کاظم‌پور در زمان جنگ ایران و عراق، در دوره نخست‌وزیری میر حسین موسوی، به عنوان معاون اقتصادی وزارت امور خارجه منصوب شد. گفته می‌شود که یکی از مهم‌ترین مذاکرات وی در این دوران، مذاکره با «آندری گرومیکو»؛ وزیر امور خارجه اتحاد جماهیر شوروی بود.

## معاونت امور بین‌الملل وزارت نفت
کاظم‌پور در سال ۱۳۶۴ در دوره وزارت غلامرضا آقازاده در نفت، با حمایت میرحسین موسوی نخست‌وزیر وقت، به معاونت امور بین‌الملل وزارت نفت منصوب شد. شگردهای فروش نفت ایران در زمان جنگ ایران و عراق، از جمله ابتکارهای کاظم‌پور اردبیلی در این دوره بود. وی تا سال ۱۳۶۹ در این جایگاه فعالیت کرد.

## سفارت ایران در ژاپن
کاظم‌پور اردبیلی در سال ۱۳۶۸ پس از یک وقفه ۴ ساله، بار دیگر از وزارت نفت به وزارت امور خارجه نقل مکان کرد و از سال ۱۳۶۸ تا ۱۳۷۳ سفیر ایران در ژاپن بود.

## نماینده ایران در اوپک
کاظم‌پور در سال ۱۳۷۳ بار دیگر به وزارت نفت بازگشت و عهده‌دار نمایندگی ایران در هیئت عامل اوپک شد. با ورود محمود احمدی‌نژاد به عرصه ریاست جمهوری، صنعت نفت ایران بیش از گذشته، در مظان اتهام وجود «مافیای نفتی» و تغییر مدیران باسابقه قرار گرفت. کاظم‌پور اردبیلی، بیش از دو سال در این شرایط دوام آورد و حتی به عنوان رئیس هیئت عامل اوپک نیز انتخاب شد. تا اینکه موج برکناری مدیران نفتی در سال ۱۳۸۷، بالاخره به کاظم‌پور رسید و او در اردیبهشت ماه همان سال، از سمت خود کنار گذاشته و بازنشسته شد.
بعد از روی کار آمدن دولت یازدهم، کاظم‌پور در سال ۱۳۹۲ با وجود دوری مدت‌دار و تمرکز بر فعالیت در بخش خصوصی، با حکم بیژن نامدار زنگنه وزیر نفت دولت یازدهم، از سپتامبر ۲۰۱۳ بار دیگر به عنوان نماینده ایران در هیئت عامل اوپک منصوب شد. وی تا زمان مرگ (۲۷ اردیبهشت ۱۳۹۹) و در دولت دوازدهم نیز، نمایندگی ایران در اوپک را برعهده داشت.

## درگذشت
حسین کاظم پور اردبیلی به دلیل خونریزی مغزی به کما رفت و پس از چند روز بستری شدن در بیمارستانی در تهران صبح شنبه ۲۷ اردیبهشت ۹۹ درگذشت.
رئیس‌جمهور حسن روحانی در روز درگذشت کاظم‌پور در پیامی اظهار کرد: «این تلاشگر پیشکسوت عرصه سیاست و مدیریت که طعم تلخ ترور و خشونت را در اوایل انقلاب چشید و بسیاری از یاران مبارز خود را در جریان بمب‌گذاری دفتر حزب جمهوری اسلامی از دست داد، با قبول سمت‌های مختلف خدمتگزاری در سنگرهای گوناگون از جمله در وزارتخانه‌های بازرگانی، امور خارجه و نفت و ارائه خدمات صادقانه، کارنامه ارزنده‌ای از خود برجا گذاشت که نام و یادش را ماندگار خواهد کرد.»
اسحاق جهانگیری نیز این واقعه را تسلیت گفت و در پیامی بیان کرد: «مصیبت فقدان این دیپلمات برجسته و خدوم کشورمان را که همواره در سطح بین‌المللی مدافع منافع ملی ایران عزیز بود و در این راه از هیچ تلاشی دریغ نکرد، به خانواده محترم آن مرحوم و سایر بستگان صمیمانه تسلیت می‌گویم و از خداوند بزرگ برای آن فقید سعید غفران و رحمت واسعه الهی و برای بازماندگان داغدار صبر و اجر مسألت دارم.»
محمدجواد ظریف، وزیر امور خارجه نیز در پیامی درگذشت حسین کاظم پور اردبیلی نماینده ایران در اوپک را تسلیت گفت.